# ジメンヒドリナート
ジメンヒドリナート（英: Dimenhydrinate）は、ドラマミン（英: Dramamine）、グラボル（英: Gravol）などのいくつかの商品名で販売されている乗り物酔い、吐き気、回転性めまいの治療に用いられる医薬品である。アレルギーの治療に有用な場合があるが、適用性の研究はされていない。ジフェンヒドラミンと8-クロロテオフィリンの配合薬である。
一般的な副作用には、眠気、かすみ目、口渇、頭痛、錯乱、めまい、などがあげられる。 子供の場合は多動になることがある。その他の副作用には、尿閉や緑内障などがあげられる。多くの妊婦が服用しており、胎児への害を及ぼす証拠はない。授乳中の人の低用量の服用は安全とみられる。ジメンヒドリナートは第一世代抗ヒスタミン薬である。作用機序はジフェンヒドラミンの作用によるものがほとんどでありアセチルコリンを遮断することによる。8-コロロテオフィリンは副作用である眠気を軽減するために調合されている。
ジメンヒドリナートは、G. D. サール&カンパニーによって開発されて以来、遅くても1947年から医薬品として使用されている。一般用医薬品であり後発医薬品として入手できる。2020年の米国での購入価格は1錠50mgが120錠で10米ドル以下である。大量摂取によって引き起こされる高揚感を得るための娯楽目的で使用されることがある。